# Enrique Cáceres
 (juillet 2018).
Si vous disposez d'ouvrages ou d'articles de référence ou si vous connaissez des sites web de qualité traitant du thème abordé ici, merci de compléter l'article en donnant les références utiles à sa vérifiabilité et en les liant à la section « Notes et références ».
Enrique Patricio Cáceres Villafañe (prononcé en espagnol : [enˈrike paˈtɾisjo ˈkaseɾez βiʎaˈfaɲe][enˈrike paˈtɾisjo ˈkaseɾez βiʎaˈfaɲe]; né le 20 Mars 1974) est un arbitre de football international paraguayen. Il est arbitre international depuis 2010 et officie pendant Coupe du monde de football de 2018.
Cáceres arbitre un certain nombre de grands matches lors de la Copa Libertadores, de la Copa América. Il arbitre également des matches Coupe du Monde des clubs de la FIFA et Coupe du Monde des moins de 20 ans au niveau international. Pendant les matches internationaux, il est assisté par ses compatriotes Eduardo Cardozo et Juan Zorrilla. Cáceres arbitre aussi régulièrement des matchs du Championnat du Paraguay de football.

## Coupe du Monde 2018
| 2018 la Coupe du Monde FIFA – Russie | 2018 la Coupe du Monde FIFA – Russie | 2018 la Coupe du Monde FIFA – Russie | 2018 la Coupe du Monde FIFA – Russie |
| Date                                 | Match                                | Lieu                                 | Niveau                               |
| ------------------------------------ | ------------------------------------ | ------------------------------------ | ------------------------------------ |
| 19 juin 2018                         | Russie – Égypte                      | Saint-Pétersbourg                    | Phase de groupes                     |
| 25 juin 2018                         | Iran – Portugal                      | Saransk                              | Phase de groupes                     |